# Бёзберг
Бёзберг (нем. Bözberg) — горный проход в швейцарском кантоне Ааргау, между Аарской и Фрикской долинами.

## История
Уже в древности здесь проходила римская военная дорога от Аугуста Раурика (Ауген) до Виндониссе (Виндиш).
В 69 году нашей эры здесь римляне разбили восставших гельветов.
На месте древней дороги в 1780 году было построено шоссе, а в 1875 году — железная дорога, которая с туннелем длиной 21,5 километра (463 метра над уровнем моря) идёт из Базеля в Цюрих.